# Ernst Ludwig Ehrlich Studienwerk
Das Ernst Ludwig Ehrlich Studienwerk e. V. ist eines der dreizehn Begabtenförderungswerke in der Bundesrepublik Deutschland. Der Verein hat seinen Sitz in Berlin.

## Geschichte
ELES ist eine Initiative der Leo Baeck Foundation. Die Gründung erfolgte 2008 und die Eröffnung am 11. November 2009 durch die damalige Bundesbildungsministerin Annette Schavan und die damalige Zentralratspräsidentin Charlotte Knobloch. Es ist das jüdische Begabtenförderungswerk und das zwölfte, das vom Bundesministerium für Bildung und Forschung unterstützt wird.
Das Studienwerk wurde nach Ernst Ludwig Ehrlich (1921–2007) benannt. Die Lebensgeschichte des in Berlin geborenen Religionswissenschaftlers und Historikers umfasst die Erfahrung von Verfolgung und Wiederaufbau des europäischen Judentums im 20. Jahrhundert. Das ELES vergibt in Erinnerung an seinen Namensgeber die Ernst Ludwig Ehrlich Medaille für die Wissenschaften und Künste. Preisträgerinnen der Medaille sind Johanna Wanka (2010), Claudia Lücking-Michel (2012), Monika Grütters (2014) und Charlotte Knobloch (2019).
Für das Studienwerk engagieren sich jüdische Persönlichkeiten aus den Wissenschaften und aus dem öffentlichen Leben. Schirmherrin ist Charlotte Knobloch, Beiratsmitglieder sind u. a. Atina Grossmann, Daniel Krochmalnik, Christine Brinck, Daniel Libeskind, Michael Brenner, Max Czollek, Raphael Gross und Anat Feinberg.

## Stipendium und Förderung
ELES fördert begabte jüdische Studierende und Promovierende mit deutscher Staatsbürgerschaft – oder aus dem EU-Raum – während ihrer Ausbildung an Universitäten, Fachhochschulen sowie Kunst- und Musikhochschulen in Deutschland. Auch Nichtjuden können mit Forschungsprojekten gefördert werden, wenn diese jüdische Themen zum Inhalt haben. Die finanzielle Förderung ist in zwei Bereiche aufgeteilt: Studierendenförderung und Promovierendenförderung. Die an die Stipendiaten monatlich ausbezahlten Stipendien sind an die BAföG-Sätze angelehnt. So erhalten die Stipendiaten der Studierendenförderung ein Stipendium von maximal 752 EUR im Monat und eine Studienkostenpauschale in Höhe von monatlich 300 EUR. Die Promovierenden erhalten ein monatliches Stipendium in Höhe von 1350 EUR und eine Forschungskostenpauschale von 100 EUR. Zudem unterstützt ELES Studien- und Forschungsaufenthalte im Ausland.
Neben der finanziellen Absicherung bietet ELES seinen Stipendiaten auch Maßnahmen ideeller Förderung. Jährlich finden bis zu vierzehn Kollegs der ideellen Förderung statt. Ein zentraler Bestandteil der ideellen Förderung sind die Auslandsakademien in New York und in Israel. Der internationalen Vernetzung dient auch das Benno Jacob und das Bertha Pappenheim Stipendium, mit dem das Studienwerk zukünftige Rabbiner und Kantoren in Kooperation mit dem Auswärtigen Amt zum Studium nach Deutschland einlädt und fördert. Ein weiteres Programm, welches in Kooperation mit der Konrad-Adenauer-Stiftung organisiert wird, richtet sich speziell an journalistischen Nachwuchs. Im Rahmen der ideellen Förderung kooperiert ELES auch mit dem Cusanuswerk, dem Evangelischen Studienwerk Villigst, dem muslimischen Avicenna-Studienwerk, der Friedrich-Ebert-Stiftung, der Rosa-Luxemburg-Stiftung, sowie mit der Studienstiftung des deutschen Volkes.
Das Studienwerk hat nach eigenen Angaben bisher über 900 Stipendiaten (Stand: Oktober 2021) fördern können. Von 581 Stipendiaten im Mai 2017 hatten 87 % einen Migrationshintergrund.

## Initiativen
Seit 2014 erweitern mehrere Initiativen das Programm des Ernst Ludwig Ehrlich Studienwerks:

### Hillel Deutschland
Hillel International ist weltweit an 550 Universitäten und Hochschulen vertreten und somit die größte jüdische Studierendenorganisation. Durch eine Kooperation mit dem Ernst Ludwig Ehrlich Studienwerk wurde Hillel in Deutschland aufgebaut. 2014 wurde Hillel Deutschland von Eric Fingerhut beim Festakt zum fünfjährigen Jubiläum des Studienwerks eröffnet und seitdem finden im Bundesgebiet stipendiatisch organisierte Hillel-Veranstaltungen statt. Die Zusammenarbeit bestand bis 2019.

### Dialogperspektiven. Religionen und Weltanschauungen im Gespräch
Dialogperspektiven. Religionen und Weltanschauungen im Gespräch wurde 2015 als ELES-Programm zur Etablierung eines gesellschaftsgerichteten, interreligös-weltanschaulichen Dialogs gegründet. Von 2015 bis 2020 nahmen Stipendiaten unterschiedlicher religiöser und weltanschaulicher Orientierungen aller dreizehn Begabtenförderungswerke an dem Programm teil. So arbeiten Stipendiaten für den Zeitraum von einem Jahr während zwei Seminaren und im Rahmen einer Konferenz interdisziplinär zu zwei Themenschwerpunkten. Zudem veranstaltet das Programm in Berlin Abendveranstaltungen.
2016 spendete Bundeskanzlerin Angela Merkel den mit 10.000 EUR dotierten Abraham-Geiger-Preis dem Programm Dialogperspektiven. 2017 nannte Margot Käßmann in einem Beitrag für die Bild-Zeitung die Dialogperspektiven lobend als Beispiel für gelungenen interreligiösen Dialog.
Anlässlich der Weltausstellung Reformation 2017 waren die Dialogperspektiven in der Themenwoche „Interreligiöser Dialog“ mit mehreren öffentlichen Veranstaltungen beteiligt, bei denen der Lyriker Max Czollek, der Autor Deniz Utlu, der Antisemitismusbeauftragte des Landes Baden-Württemberg, Michael Blume, sowie die Gründerin der ersten liberalen Moschee, Seyran Ates, als Redner beteiligt waren.
Mit der von den Dialogperspektiven veranstalteten öffentlichen Kabbalat Shabbat Feier im Pavillon des „House of One“ unter Beteiligung von Rabbiner Walter Homolka und Margot Käßmann fand im Rahmen der Weltausstellung Reformation der erste Shabbatgottesdienst in Lutherstadt Wittenberg seit dem Zweiten Weltkrieg statt.
Dialogperspektiven ist Gründungsmitglied des im Juni 2018 gegründeten European Institute for Dialogue (EIFD).
Die Dialogperspektiven wurden 2019 um das europäische Programm European Scholarship Programme@DialoguePerspectives erweitert, das vom deutschen Auswärtigen Amt gefördert wird. 2020 wurde Dialogperspektiven ausgegliedert und war bis 2022 ein eigenständiges europäisches Programm der Leo Baeck Foundation (LBF).
2022 wurde der Verein DialoguePerspectives e. V. gegründet, der fortan als Träger des Programms Dialogperspektiven fungiert.

### DAGESH. Jüdische Kunst im Kontext
Seit 2016 förderte ELES mit dem Programm DAGESH. KunstLAB ELES Stipendiaten künstlerischer Fächer. Neben Retreats, Kollegs und Residenzen bot das Programm Abendveranstaltungen an. Ehemalige ELES-Stipendiaten, die in den Künsten wirken, sind u. a. Max Czollek, Jeff Wilbusch, Arkadij Khaet und Noam Brusilovsky.
Im November 2017 veranstaltete das Studienwerk die Podiumsdiskussion „Asyl im Paradies – jüdische Kunst in Europas Metropolen“. Dabei wurde der von dem Videokünstler Daniel Laufer für Dagesh 2017 gedrehte Film „Asylum in Paradise. Eight Visual Artists Based in Berlin“ vorgestellt.
Seit 2018 vergibt DAGESH in Kooperation mit dem Jüdischen Museum Berlin den dotierten DAGESH-Kunstpreis an jüdische Nachwuchskünstler und -künstlerinnen. Im November 2018 wurden die Bildende Künstlerin Liat Grayver, der Produktdesigner Yair Kira und der Komponist Amir Shpilman für ihr gemeinsames Werk „Open, Closed, Open“ mit dem Preis ausgezeichnet. Die Installation wurde im Sommer 2019 im Jüdischen Museum Berlin gezeigt. 2021 erhielt die Künstlerin Talya Feldman für ihre Installation „The Violence We Have Witnessed Carries a Weight on Our Hearts“ den 2. DAGESH-Kunstpreis. 2020 wurde DAGESH ausgegliedert und ist seitdem ein eigenständiges Programm der Leo Baeck Foundation (LBF). DAGESH. Jüdische Kunst im Kontext bewegt sich an der Schnittstelle zwischen kultureller und politischer Bildungsarbeit. Als Plattform und Netzwerk unterstützt DAGESH junge jüdische Künstlerinnen und Künstler. Das kulturelle Bildungsprogramm von DAGESH richtet sich seit 2020 mit dem Schulprojekt „DAGESH on Tour“ gezielt an Jugendliche.

### Karov-Qareeb
Der „jüdisch-muslimische Thinktank Karov-Qareeb“ wurde Anfang 2019 durch das jüdische Ernst Ludwig Ehrlich Studienwerk und das muslimische Avicenna-Studienwerk initiiert. Er arbeitet heute unter dem Dach der Dialogperspektiven. Religionen und Weltanschauungen im Gespräch, einer Initiative der Leo Baeck Foundation. 2020 veröffentlichte die Plattform mit „Und endlich konnten wir reden …“ Eine Handreichung zu jüdisch-muslimischem Dialog in der Praxis (Herder Verlag) ihre erste Buchpublikation.